# Steven Soderbergh

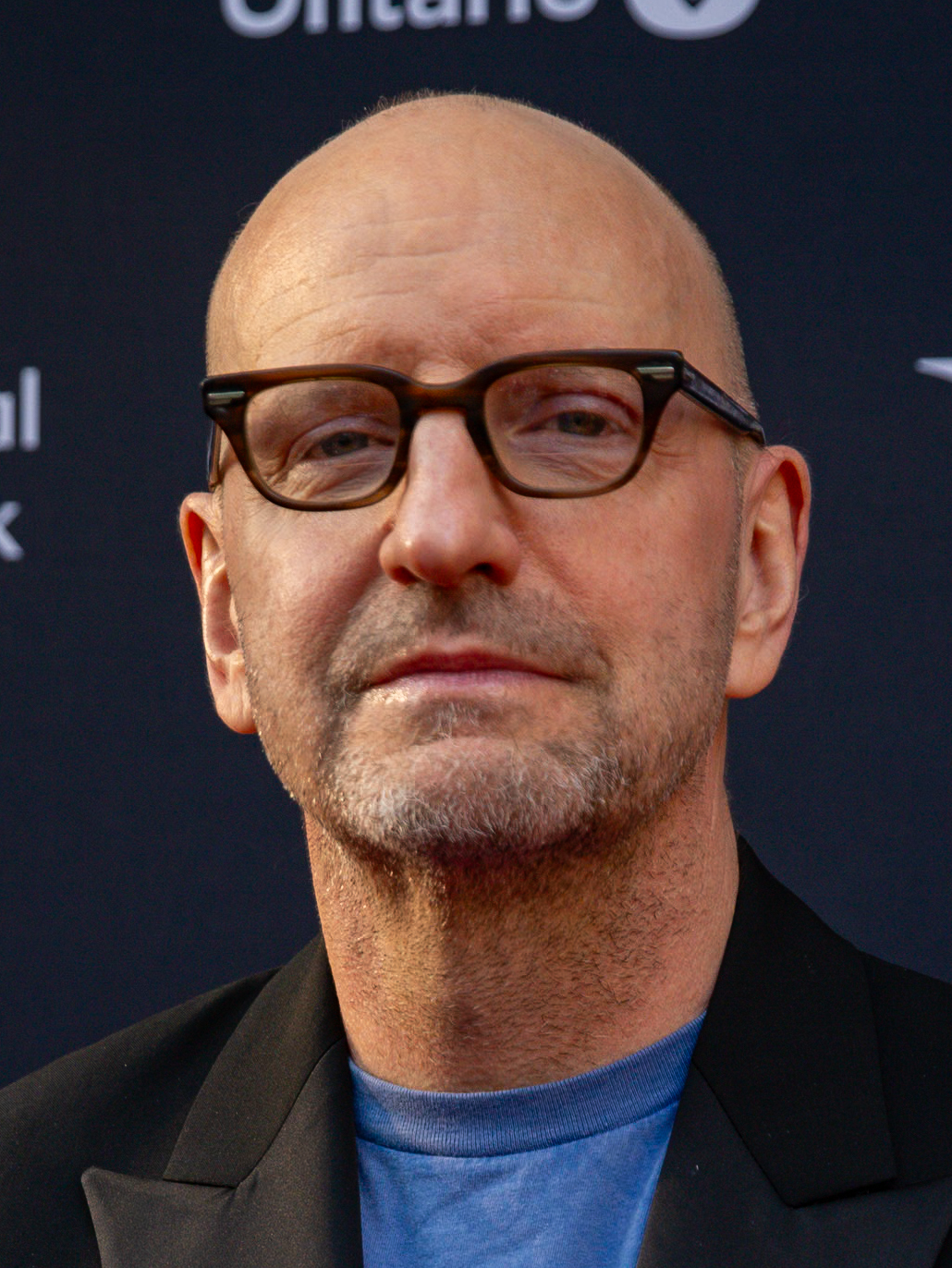
Steven Soderbergh (2024)

Steven Andrew Soderbergh (* 14. Januar 1963 in Atlanta, Georgia) ist ein US-amerikanischer Filmregisseur, Filmproduzent, Drehbuchautor, Kameramann und Filmeditor.
Unter dem Pseudonym Peter Andrews arbeitet er auch als Kameramann, hauptsächlich in seinen eigenen Filmen, auch taucht er öfter im Abspann für den Schnitt als Mary Ann Bernard auf. Sein Film Sex, Lügen und Video erhielt 1989 bei den Internationalen Filmfestspielen von Cannes die Goldene Palme. Damit war Soderbergh der jüngste Filmemacher, der diesen wichtigen Preis verliehen bekam. Für Traffic – Macht des Kartells erhielt er 2001 den Oscar.
Nach Videoproduktionen drehte er Independentfilme (Sex, Lügen und Video, 1989; Kafka, 1991). Das Spiel mit Zeit- und Handlungsebenen wurde zu einem Markenzeichen seiner späteren Filme (Out of Sight, 1998, Traffic – Macht des Kartells, 2000; Ocean’s Eleven, 2001).

## Leben und Werk
Steven Soderbergh wurde als fünftes von sechs Kindern in Atlanta (Georgia) im Osten der Vereinigten Staaten geboren. Sein Vater, Peter Andrew Soderbergh, war Professor für Erziehungswissenschaft, seine Mutter, Mary Ann Soderbergh, arbeitete früher als Psychologin. Sein Großvater väterlicherseits war ein schwedischer Immigrant aus Stockholm. Drei Monate nach seiner Geburt siedelte die Familie nach Austin (Texas), 1967 nach Pittsburgh (Pennsylvania) und 1973 nach Charlottesville (Louisiana) um. 1977 erfolgte schließlich der Umzug nach Baton Rouge, Louisiana. Soderberghs Vater wurde Dekan des Fachbereichs Erziehungswissenschaft an der Louisiana State University. 1979 trennten sich seine Eltern. Steven Soderbergh war ein begabter Baseballspieler, entdeckte dann aber seine Liebe zum Film. Während der Schulzeit schrieb er sich in die Animationsfilmklasse ein und begann bereits im Alter von 13 Jahren, erste Kurzfilme mit einer Super-8-Kamera, die er an der Universität ausgeliehen hatte, zu drehen. In seiner Jugend sah er den Film Der weiße Hai von Steven Spielberg 28-mal und American Graffiti von George Lucas 14-mal. Die Einstellungen und Schnitte der Filme lernte er praktisch auswendig. Nach seinem Schulabschluss verdingte sich der damals 18-Jährige als Editor in Los Angeles bei der Fernsehserie Games People Play. Er kehrte jedoch schon bald unzufrieden nach Baton Rouge zurück, wo er Drehbücher schrieb und weitere kleine Eigenproduktionen drehte.
Über einen Freund wurde er auf die Rockband Yes aufmerksam, die nach einem Regisseur Ausschau hielt, der ihre Tournee auf Film festhalten könnte. Soderbergh bekam den Job und filmte die Gruppe bei ihren Auftritten. Das Ergebnis gefiel der Band so gut, dass sie ihn bat, einen weiteren Film über sie zu drehen. Soderbergh willigte ein und es entstand der Konzertfilm 9012Live: The Solos. 1986 wurde der Film für die Grammy Awards als Bestes Musik-Langvideo nominiert. 1988 heiratete Soderbergh die Schauspielerin Betsy Brantley, 1994 erfolgte die Scheidung. Es gibt eine gemeinsame Tochter.

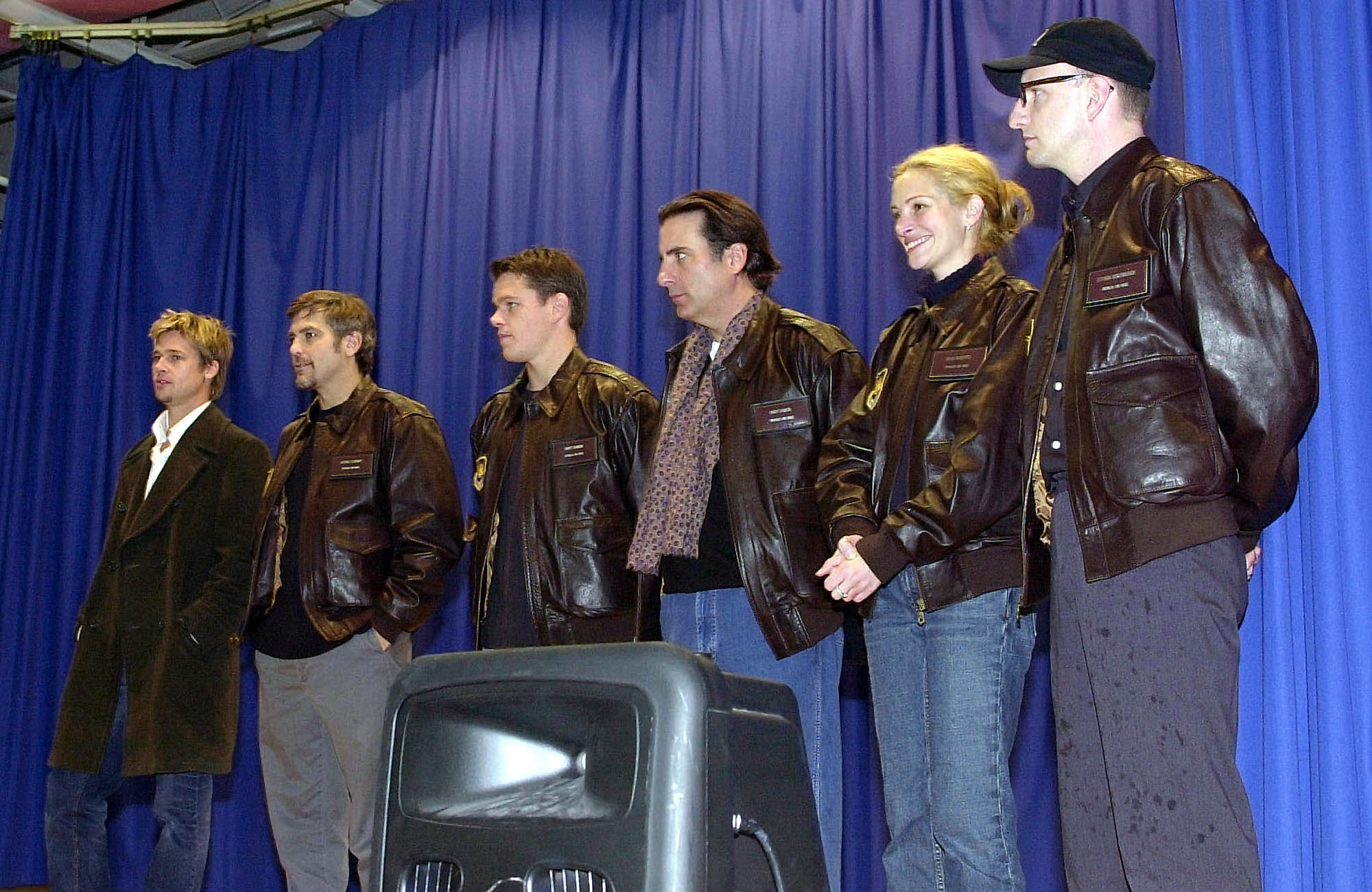
Brad Pitt, George Clooney, Matt Damon, Andy García, Julia Roberts und Soderbergh im Dezember 2001

1989 folgte der Independentfilm Sex, Lügen und Video, zu dem er in gerade mal acht Tagen das Drehbuch verfasst hatte. Der Film wurde 1989 mit Beifall und Lob auf den Internationalen Filmfestspielen von Cannes vorgeführt und gewann die Goldene Palme. Danach folgten finanziell wenig erfolgreiche Filme wie Kafka (1991) und König der Murmelspieler (1993).
Den kommerziellen Durchbruch brachte ihm 1998 die Gaunerkomödie Out of Sight, die nach einer Vorlage von Elmore Leonard entstand. Für Traffic – Macht des Kartells (2000) erhielt Soderbergh den Oscar für die beste Regie. Seitdem drehte er einige künstlerisch anspruchsvolle Filme, die er mit Top-Stars wie Brad Pitt, George Clooney und Julia Roberts besetzen konnte, was auch seinen kommerziellen Erfolg steigerte.
Im Jahr 2000 gründeten Soderbergh und George Clooney zusammen die Produktionsfirma Section Eight Productions, mit der sie fortan Filme produzierten. 2006 verließ Clooney die Firma.
Mit der Gaunerkomödie Ocean’s Eleven (2001) gelang Soderbergh sein größter kommerzieller Erfolg. Der Film spielte weltweit 451 Millionen US-Dollar ein. Bei den Fortsetzungen Ocean’s 12 (2004) und Ocean’s 13 (2006) führte er ebenfalls Regie.
Daneben entstanden auch immer wieder eher anspruchsvolle Filme wie The Good German – In den Ruinen von Berlin (2006) oder Che – Revolución/Che – Guerrilla (2008), die trotz Kritikerlob an den Kinokassen floppten.
Soderbergh dreht seit 2008 seine Filme mit digitalen Kinokameras. Die Filme Unsane – Ausgeliefert und High Flying Bird wurden mit einem iPhone aufgenommen.
Nach den Box-Office-Erfolgen Contagion (2011) und Magic Mike (2012), entstand 2013 mit Side Effects Soderberghs nächster Kinofilm. Bereits vor Erscheinen kündigte der Regisseur an, sich danach auf unbestimmte Zeit aus dem Filmgeschäft zurückziehen zu wollen. Soderbergh begründete dies unter anderem mit immer komplizierteren Arbeitsbedingungen in Hollywood sowie zu starker Beanspruchung durch seine Arbeit. Ende April 2013 hielt Soderbergh als Gastredner beim San Francisco International Film Festival eine vielbeachtete Rede zur „Lage des Films“, in der er neben der immer stärkeren Fokussierung der Studios auf die Produktion von Tentpole-Releases mit möglichst leichtverständlicher Handlung auch die massiv gestiegenen Marketingkosten und die zunehmende Diskrepanz zwischen Filmemachern und Filmproduzenten kritisierte.
Nachdem mehrere Filmstudios die Produktion abgelehnt hatten, drehte Soderbergh die Biografie des Entertainers Liberace als Fernsehfilm Liberace – Zu viel des Guten ist wundervoll für den Pay-TV-Sender HBO mit Michael Douglas und Matt Damon in den Hauptrollen. Der Film wurde mit 11 Emmys ausgezeichnet (u. a. als Beste Miniserie oder Fernsehfilm und Bester Hauptdarsteller in einer Miniserie oder einem Fernsehfilm) und kam in Europa ins Kino. 2014 und 2015 inszenierte er die Fernsehserie The Knick. Außerdem führte er 2014 am New Yorker Public Theatre Regie bei dem Theaterstück The Library, eine Adaption von Dave Cullens Buch Columbine über das Schulmassaker von Littleton. An Magic Mike XXL aus dem Jahr 2015 war er als Kameramann und Filmeditor sowie als ausführender Produzent beteiligt.
In den Folgejahren führte er in den Kinofilmen Logan Lucky (2017) und Unsane – Ausgeliefert (2018) Regie. Zudem produzierte er die Filme Ocean’s 8 (2018) und The Report (2019) sowie die Serie Now Apocalypse (2019). Weitere Kinofilme, in denen er Regie führte, sind Die Geldwäscherei (2019), Kimi im Jahr 2022 und Presence 2024.
Soderbergh übernimmt bei seinen eigenen Filmen oft auch die Kameraarbeit und den Schnitt. Er taucht dann in den Credits unter den Pseudonymen Peter Andrews (Kamera) und Mary Ann Bernard (Schnitt) auf. Während „Peter Andrews“ sich aus Namensbestandteilen seines Vaters zusammensetzt, basiert „Mary Ann Bernard“ auf dem Namen seiner Mutter.

## Filmografie (Auswahl)

### Regie

#### Kinospielfilme
- 1989: Sex, Lügen und Video (Sex, Lies, and Videotape)
- 1991: Kafka
- 1993: König der Murmelspieler (King of the Hill)
- 1995: Die Kehrseite der Medaille (The Underneath) mit Peter Gallagher
- 1996: Gray’s Anatomy
- 1996: Schizopolis
- 1998: Out of Sight
- 1999: The Limey
- 2000: Traffic – Macht des Kartells (Traffic)
- 2000: Erin Brockovich
- 2001: Ocean’s Eleven
- 2002: Voll Frontal (Full Frontal)
- 2002: Solaris
- 2004: Ocean’s 12 (Ocean’s Twelve)
- 2005: Bubble
- 2006: The Good German – In den Ruinen von Berlin (The Good German)
- 2007: Ocean’s 13 (Ocean’s Thirteen)
- 2008: Che – Revolución (Che – Part One: The Argentine)
- 2008: Che – Guerrilla (Che – Part Two: Guerrilla)
- 2009: Girlfriend Experience – Aus dem Leben eines Luxus-Callgirls (The Girlfriend Experience)
- 2009: Der Informant! (The Informant!)
- 2011: Contagion
- 2011: Haywire
- 2012: Magic Mike
- 2013: Side Effects – Tödliche Nebenwirkungen (Side Effects)
- 2013: Liberace – Zu viel des Guten ist wundervoll (Behind the candelabra)
- 2017: Logan Lucky
- 2018: Unsane – Ausgeliefert (Unsane)
- 2019: High Flying Bird
- 2019: Die Geldwäscherei (The Laundromat)
- 2020: Let Them All Talk
- 2021: No Sudden Move
- 2022: Kimi
- 2023: Magic Mike: The Last Dance (Magic Mike’s Last Dance)
- 2024: Presence
- 2025: Black Bag – Doppeltes Spiel (Black Bag)

#### Dokumentarfilme
- 1986: 9012Live: The Solos (über die Progressive-Rock-Band Yes)

#### Kurzfilme
- 1987: Winston
- 2004: Equilibrium (Kurzfilm-Segment im Film Eros)

#### Fernsehfilme und Serien
- 1993: Perfect Crimes (Fallen Angels) (Fernsehserie, Folgen The Quiet Room und The Professional Man)
- 2003: K Street (Fernsehserie)
- 2005: Unscripted (Pilotfolge der Fernsehserie)
- 2013: Liberace – Zu viel des Guten ist wundervoll (Behind the Candelabra, Fernsehfilm)
- 2014–2015: The Knick (Fernsehserie)

### Produktion
- 1996: Seitensprung in Manhattan (The Daytrippers)
- 1998: Pleasantville – Zu schön, um wahr zu sein (Pleasantville)
- 2002: Safecrackers oder Diebe haben’s schwer (Welcome to Collinwood)
- 2005: The Jacket
- 2006: The Good German – In den Ruinen von Berlin (The Good German)
- 2009: Solitary Man
- 2018: Ocean’s 8
- 2019: Now Apocalypse (Fernsehserie)
- 2019: The Report
- 2023: Divinity